# Introversiones
Introversiones es el décimo disco de la banda vallisoletana de rock, Celtas Cortos, lanzado el 31 de agosto de 2010.
El álbum reúne versiones de canciones que han influido al grupo desde su formación. El título del álbum pone de manifiesto este hecho. La producción corre a cargo de Juan Ignacio Cuadrado. La grabación se ha realizado en varios lugares como Valladolid, País Vasco o Cordiñanes, un pueblo leonés de los Picos de Europa.
El disco está dedicado al escritor castellanoleonés Miguel Delibes, el que en palabras de Jesús Cifuentes, líder de la banda: «Es el reflejo de la línea que alimentaba el fuego y la llama que nos daba en el momento en que empezamos a crecer como personas y como músicos.»
El 2 de agosto salió el primer sencillo del disco, siendo el correspondiente a la canción titulada Blues del Pescador, del que realizaron además un videoclip. Los siguientes sencillos publicados fueron los correspondientes a Vamos Eileen (con su correspondiente videoclip) y Fiesta (con su correspondiente videoclip).

## Canciones y créditos del disco[4]
1. Blues del pescador (Fisherman's Blues) - 3:56
(Michael Scott, Wickham, Stephen Patrick) The Waterboys
2. Vida gris (Granite years) - 4:06
(John L. Jones / Ian Telfer) (Adpt: Desiré Mendiluce) Oyster Band
3. Lucha de gigantes - 3:57
(Antonio Vega Tallés)
4. Star of the County Down - 3:17
(Tradicional). Adaptación y arreglos: Celtas Cortos.
5. Breizh Positive - 4:02
(Stephane de Vito, Jean-Charles Guichen, Jacques Guichen, Gael Nicol, David Pasquet) Ar re yaouank
6. Fiesta (Versión española) - 4:17
(MacGowan/ Finer/ Koetscher/ Lindt) (Adapt. Desiré Mendiluce) The Pogues
7. Malditos vecinos - 4:30
(Jesus Santiago Oria Resa) Kojon Prieto y los Huajolotes
8. El marinero borracho - 3:30
(The Drunken sailor) Tradicional. Adaptación: Pilar Alonso. Arreglos: Celtas Cortos.
9. Todo cambia - 4:10
(Julio Numhauser) Mercedes Sosa
10. Category (Moving Hearts) - 3:14
(Sinnott Lunny / Declan Francis Sinnott) Moving Hearts
11. Aita semeak - 4:00
(Ignacio Angel de Felipe Alonso, Miguel José Zarate Lejarraga) Oskorri
12. Vamos Eileen (Come On Eileen) - 3:32
(Rowland, Paterson, Adams, Billingham) (Adapt. Desiré Mendiluce y Pilar Alonso) Dexy's Midnight Runners
13. Shenandoah - 4:42
(Tradicional) Adaptación y arreglos: Celtas Cortos.
Bonus Track
14. Días de Colores (Directo 2010) (exclusiva en iTunes)
15. Macedonia Tradicional (Instrumental) (exclusiva en iTunes)

## Créditos
- Producción: Juan Ignacio Cuadrado y Celtas Cortos.
- Ingenieros de sonido: Kaki Arkarazo y Juan Ignacio Cuadrado.
- Grabado y mezclado en: Estudios Gárate (Andoáin, Guipúzcoa)  y Come&Go (Valdeón, León).
- Masterización: Jose Peña Díaz en Art Mastering.
- Diseño de portada: Elhombreviento.
- Ilustraciones: Elhombreviento.
- Fotografías: Elhombreviento.
- Maquetación: Elhombreviento.
- Gestiones: Eduardo Pérez.

Músicos
- Alberto García: Violín y trombón.
- Óscar García: Bajo eléctrico y fretless.
- Jesús H. Cifuentes: Voz, guitarras acústica y eléctrica.
- Goyo Yeves: Whistles, saxos soprano y alto.
- Jorge Arribas: Acordeones.
- Antón Dávila: Uileann pipe, gaita gallega, flauta irlandesa, tin y low whistles, flauta bambú.
- Diego Martín: Batería.
- José Sendino: Guitarras eléctricas.

Grabaciones adicionales realizadas por
- Goyo Yeves en Milos 44 (Arroyo, Valladolid).
- José Sendino en Estudios Florida (Valladolid).
- Antón Dávila en Llongo Studios (Beluso, Pontevedra).

Adaptaciones realizadas por
- Desiré Mendiluce: Blues del pescador.
- Desiré Mendiluce: Fiesta.
- Desiré Mendiluce y Pilar Alonso: Come on Eileen.